# آماتو چیچیرتی
آماتو چیچیرتی (ایتالیایی: Amato Ciciretti؛ زادهٔ ۳۱ دسامبر ۱۹۹۳) بازیکن فوتبال اهل ایتالیا است.